# Padishah Khatun
Padishah Khatun ou Safwat al-Din Khatun (1256–1295) est une dirigeante et poétesse perse, membre de la dynastie mongole Qutlugh-Khanid (en). Elle est souveraine régnante de la province de Kerman de 1292 à 1295. 

## Biographie

### Jeunesse
Padishah Khatun est née en 1256. Elle est la plus jeune fille de Qutb al-Din (en), mort en 1257, et de Kutlugh Turkan (en) de Kirman,. Sa mère est la quatrième dirigeante de Qutlugh-Khanid, une dynastie de Kerman qui règne entre 1222 et 1328. Padishah Khatun reçoit une bonne éducation. Selon certaines sources, elle aurait été élevée en garçon pour lui éviter le mariage forcé pratiqué par les mongols. Khatun est le titre des princesses, reines et impératrices mongoles
À la mort de son père, sa mère règne sur Kerman pendant seize ans. Elle obtient en 1265 la ville de Sirjan qu'elle transmet ensuite à sa fille Padishah.
Padishah contribue au renforcement du règne de sa mère et prend son parti contre ses demi-frères Ḥajjāj Solṭān (1276) et Suyurghatmish (en) (1280) qui tentent d'interférer dans son règne.

### Le pouvoir
Kutlugh Turkan conclut des alliances avec les mongols et arrange le mariage de Padishah Khan avec Abaqa Khan, un arrière petit-fils de Gengis Khan, le 22 mai 1272, bien qu'il soit bouddhiste et elles deux musulmanes,. Il lui accorde la maison richement équipée de sa mère récemment décédée, Yesünčin. 
Elle continue à voir sa mère, Kutlugh Turkan, fréquemment. Elle organise la réconciliation de celle-ci avec son beau-fils Ḥajjāj Solṭān mais fait interdire à Suyurghatmish d'interférer avec le règne de Turkan,.
Lorsqu'Abaqa meurt en 1282, plutôt que de retourner à Kerman, elle reste à la cour et charge sa sœur Bibi Khatun de protéger ses intérêts à Kerman et lui transfert le règne de Sirjan. 
À la mort de sa mère, grâce à son influence sur Arghoun Kahn, elle obtient de co-gouverner Kerman avec Soyurgatmish. Cependant, elle entre en conflit avec le puissant vizir Buqa (en) qui soutient Suyurghatmish. Il la fait marier à la hâte à Gaykhatou, un fils d'Abaqa, et transférer à Roum, en Anatolie avec son mari en 1286, de façon à l'éloigner des lieux du pouvoir. Gaykhatou est gouverneur de la région et y mène une vie dissolue tandis de Padishah Khatun fait construire la medersa Hatuniye. Elle réussit à récupérer Sirjan en 1289.
Après la mort d'Arghoun, Gayḵathou est élu Ilkhan en 1291. L'année suivante, Padishah Khatun revient d'Anatolie et obtient de son mari qu'il lui donne le trône de Kerman qui appartenait auparavant à sa mère. Elle devient ainsi la sixième reine de la dynastie Kutlugh-Khanid. Très rapidement, elle fait emprisonner son demi-frère Suyurghatmish avec qui elle est toujours en conflit et le fait étrangler le 21 août 1294,.
Padishah Khatun, forte de sa position, adopte le titre Safwat al-dunya wa al-din, pureté du monde terrestre et de la foi.
Padsiha Khatun obtient peu après le contrôle de Yazd et Shabankara. Elle intervient dans la succession à Ormuz, où elle fait remplacer Rukn al-Din Masud par Sayf al-Din Ayaz comme gouverneur.
Lorsque son mari Gaykhatu est assassiné par Baïdou le 21 mars 1295, au lieu de partir immédiatement, Padishah Khatun reste à Kerman, abandonnée par la plupart de ses partisans. Baïdou, probablement poussé par Kurdujin Khatun et de Shah Alam - respectivement la veuve et la fille de Suyurghatmish -, la fait étrangler à Kushk-e Zar (en) en juin ou juillet 1295. Elle est enterrée à Meskin. Plus tard, sa dépouille est transférée à Kerman, où elle est enterrée dans le mausolée de sa mère, Gubba-i Sabz.
Le règne de Padishah Khatun, bien que de courte durée, est considéré comme bénéfique. Elle établit la loi et la justice, soutient les érudits et les poètes et ordonne la construction de medersas et de mosquées. Elle fait également frapper des pièces d'or et d'argent portant son nom,.
Dans ses carnets de voyage, Marco Polo, son contemporain, la décrit comme « une femme ambitieuse et intelligente, qui a mis à mort son propre frère Siyurgutmish qui était son rival »,. 

### Poésie
Padishah Khatun écrit des poèmes sous les noms de Lala Khatun et Hasanshah, souvent d'inspiration religieuse. Elle est une des rares poétesses persanes dont les œuvres, neuf poèmes, ont survécu,. Dans un de ses poèmes, elle se décrit comme « l'enfant d' un puissant sultan et le fruit du jardin qui est le cœur des Turcs »,. La poétesse Jahan Malek Khatun la mentionne dans son diwan,. Elle est également une calligraphe de talent.

## Filmographie
- The Veil, court-métrage de Maxime Coton basé sur un poème de Padishah Khatun[15]